# 209 v. Chr.
Portal Geschichte | Portal Biografien | Aktuelle Ereignisse | Jahreskalender | Tagesartikel

◄ |
4. Jahrhundert v. Chr. |
3. Jahrhundert v. Chr. |
2. Jahrhundert v. Chr. |
►

◄ | 220er v. Chr. | 210er v. Chr. | 200er v. Chr. | 190er v. Chr. |
180er v. Chr. |
►

◄◄ | ◄ | 212 v. Chr. | 211 v. Chr. | 210 v. Chr. | 209 v. Chr. |
208 v. Chr. |
207 v. Chr. |
206 v. Chr. |
► |
►►
Staatsoberhäupter

## Ereignisse

### Zweiter Punischer Krieg

Verlauf des Zweiten Punischen Krieges 218–202 v. Chr.

- Quintus Fabius Maximus Verrucosus ist Konsul der Römischen Republik.
- Schlacht um Neu Karthago: Publius Cornelius Scipio besiegt Hasdrubal Barkas und erobert Carthago Nova.
- Schlacht von Asculum

### Kleinasien
- Antiochos III. beginnt im Rahmen seiner Anabasis mit der Wiedereroberung des Partherreichs für das Seleukidenreich.

### Kaiserreich China
- Nach dem Tod seines Vaters Qin Shihuangdi im Vorjahr fälscht Qin Er Shi dem Rat des Obereunuchen Zhao Gao und des Kanzlers Li Si folgend einen Erlass, in dem dieser dem eigentlichen Erben Fusu den Selbstmord befiehlt und er selbst zum Nachfolger ernannt wird. Er wird damit zum zweiten Kaiser der Qin-Dynastie.
- Juli bis Dezember: Der Aufstand von Chen Sheng und Wu Guang wird von der Qin-Dynastie rasch niedergeschlagen. Er löst jedoch zahlreiche Rebellionen in anderen Regionen aus.
- Mao-tun wird Herrscher der Xiongnu.

## Geboren
- Hyspaosines, König des Königreiches Charakene († 124 v. Chr.)